# Ridderorden in Servië
Servië bezat als vorstendom en koninkrijk eigen ridderorden. In 1919 werd het deel van het Koninkrijk van Serven, Kroaten en Slovenen. Na het uiteenvallen van de Joegoslavische federatie in 2006 heeft het land weer eigen ridderorden. Deze lijst noemt ook een middeleeuwse ridderlijke orde waarin Servische en Hongaarse edellieden verenigd waren.
Late middeleeuwen tot 1459
- De Orde van de Draak

Het prinsdom Servië 1804 - 1878
- De Orde van het Kruis van Takowo

Het koninkrijk Servië 1878 - 1919
- De Orde van Sint-Sava
- De Orde van de Heilige Prins Lazarus
- De Orde van de Witte Adelaar
- De Orde van de Ster van Karageorge
- De Orde van het Rode Kruis

De Federale Republiek Servië en Montenegro 2006 - 2007
De federale republiek, al wat restte van Joegoslavië, heeft nieuwe orden gesticht en oude orden aangehouden. Omdat de opeenvolgende regeringen in Belgrado zich niet neer wilden leggen bij de afscheidingen van delen van Joegoslavië en vasthielden aan een staatsverband waarin Servië verbonden bleef met Montenegro en Kosovo werd ook het oude ordestelsel niet helemaal van federale en Joegoslavische elementen ontdaan. In 1992 werd Joegoslavië omgedoopt in de "Federale Republiek Joegoslavië" die uit Servië, Montenegro en Kosovo bestond. Daarna hebben Montenegro en Kosovo zich onafhankelijk verklaard. Nu Joegoslavië in 2008 niet meer bestaat en Servië alleen is overgebleven zijn orden als die van de "Joegoslavische Vlag" een anachronisme geworden.

## Lijst
- De Keten van de Orde van Joegoslavië (Servisch: Orden Jugoslavije na Velikoj Ogrlici")
- De Orde van de Grote Joegoslavische Ster (Servisch: "Orden Jugoslavenske Velike Zvezde")
- De Orde van de Vrijheid (Servisch: "Orden Slobode")
- De Orde van de Nationale Held (Servisch: "Orden Narodnog Heroja")
- De Orde van de Joegoslavische Vlag (Servisch: "Orden Jugoslavenske Zastave")
- De Orde van de Oorlogsvlag (Servisch: "Orden Ratne Zastave") de vroegere Joegoslavische Orde van de Militaire Vlag
- De Orde van de Joegoslavische Ster (Servisch: "Orden Ratne Zastave")
- De Orde van Verdienste van de Federale Republiek Joegoslavië (Servisch: "Orden Zasluga za Saveznu Republiku Jugoslaviji")
- De Orde van het Ridderzwaard (Servisch: "Orden Viteskog Maca")
- De Orde van het Joegoslavische Leger (Servisch: "Orden Vojsuke Jugoslavije") de vroegere Joegoslavische Orde van het Volksleger
- De Orde van Nemanja (Servisch: "Orden Nemanje")
- De Orde van Njegoš (Servisch: "Orden Njegoša")
- De Orde van Vuk Karadžić (Servisch: "Orden Vukova Karadžića")
- De Orde van Tesla (Servisch: "Orden Tesle")
- De Orde van de Arbeid (Servisch: "Orden Rada")
- De Orde van Dapperheid (Servisch: "Orden za Hrabrost")
- De Orde van Verdienste voor Defensie en Veiligheid (Servisch: "Orden za Zasluge u Oblasti Odbrane i Bezbednosti")

De Federale Republiek Servië en Montenegro 2006 - 
In eerste instantie is men deze federale republiek de oude Joegoslavische orden blijven verlenen, ook al was het begrip "Joegoslavië" door de politieke ontwikkelingen achterhaald.
Orde van de Heilige Prins Lazarus · Orde van de Ster van Karageorge · Orde van Milos de Grote · Orde van de Witte Adelaar · Orde van het Kruis van Takawo · Orde van Sint-Sava · Orde van de Joegoslavische Kroon · Onderscheiding van Prinses Nathalie · Onderscheiding van Koningin Nathalie
Zie ook: Ridderorden in Servië · Ridderorden in Joegoslavië